# 水天

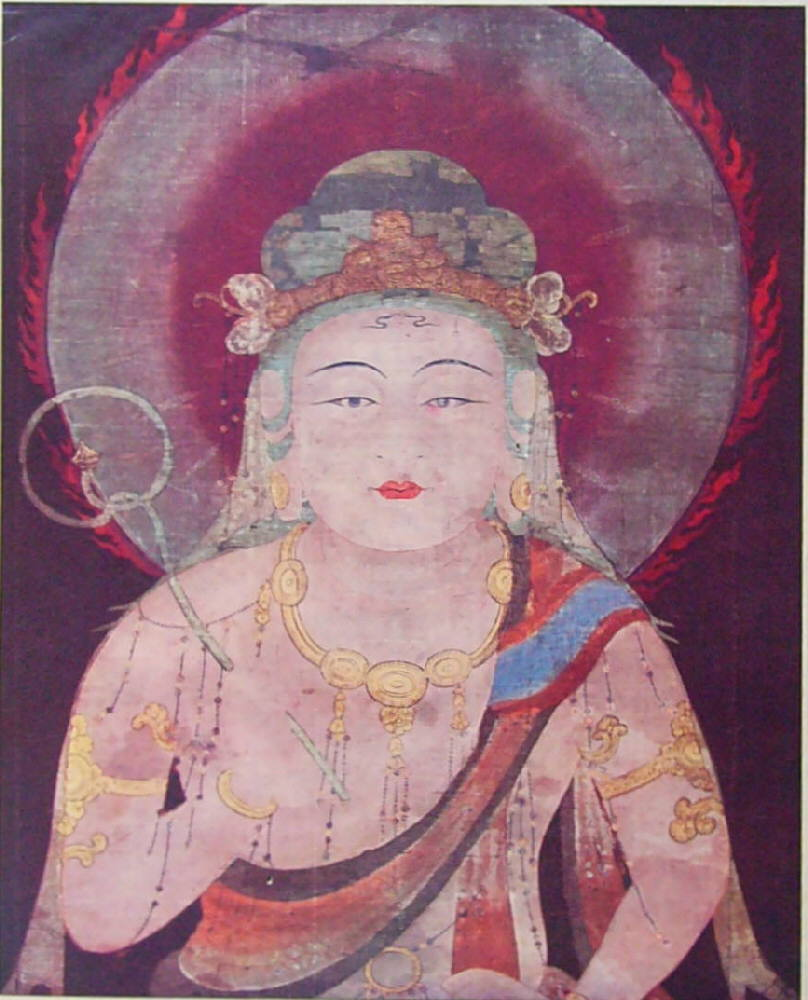
水天（部分・1127年）

水天，又譯婆樓那天，佛教護法，即古印度神話中的伐楼拿（Varuṇa）。佛教中的天人，為十二天之一，居於須彌山之西，為龍族（Nāga）之首，掌管雨水。

## 概論
在古印度神話中，伐樓那曾為諸天之主。但隨著傳說演變，其地位被梵天取代。